# Trackpoint

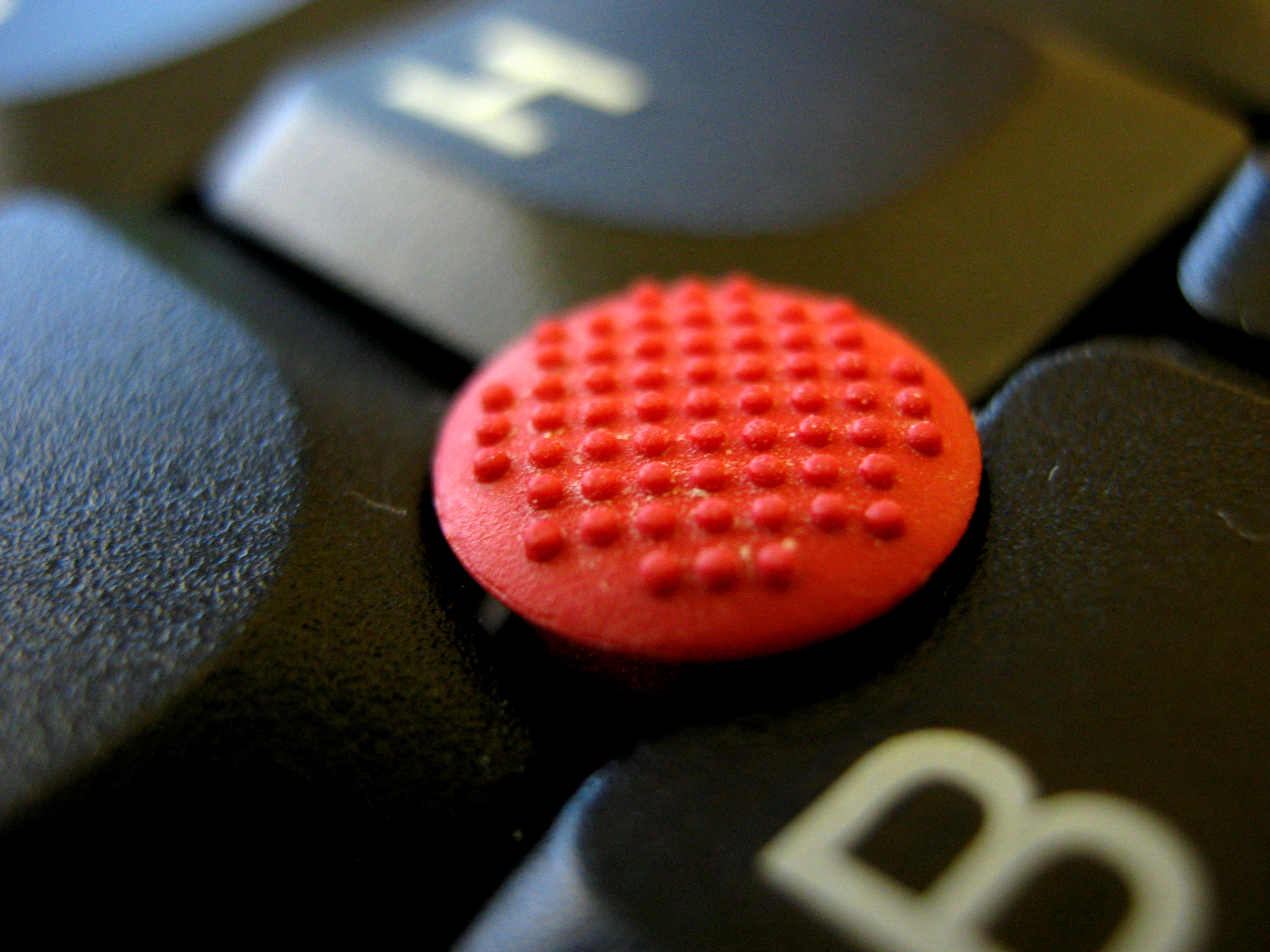
Červený trackpoint na počítači Lenovo ThinkPad

Trackpoint (obchodní značka IBM) je polohovací zařízení přenosných počítačů (alternativa k touchpadu). Byl vyvinut Tedem Selkerem. Poprvé se objevil v roce 1992 na notebooku IBM ThinkPad 700. V současnosti se nachází jen u některých modelů převážně Lenovo ThinkPad. Lze jej najít také na některých produktech firem Dell, HP, Acer nebo Sony.

## Popis
V podstatě se jedná o malý joystick, který je na klasické QWERTY klávesnici umístěn mezi klávesami „G“, „H“ a „B“. Samotný trackpoint nemá funkci tlačítek.
Ta jsou tři a jsou umístěna zvlášť, dole pod mezerníkem. Většina lidí ovládá trackpoint ukazováčkem a tlačítka palcem.[zdroj?] Čepička trackpointu je vyrobena obvykle z gumy a je vyměnitelná (u řady ThinkPad se standardně dodávají tři různé čepičky). Nakláněním trackpointu do směrů je ovládán pohyb kurzoru po obrazovce. Rychlost pohybu závisí na množství použité síly. Citlivost trackpointu je softwarově nastavitelná. Levé a pravé tlačítko mají funkci stejnou jako na myši. Stisknuté prostřední tlačítko zároveň s nakláněním trackpointu umožňuje scrollování.

## Porovnání s touchpadem
Na rozdíl od touchpadu je trackpoint nyní na ústupu. Problematická může být u trackpointu přesnost, která je u touchpadu vyšší. Dalším problémem trackpointu je nutnost občasné kalibrace, když se kurzor trochu pohybuje do stran, aniž ho uživatel používá. Rekalibrace proběhne automaticky, stačí aby ho uživatel asi jednu vteřinu nepoužíval.